# Paraxenylla affiniformis
Paraxenylla affiniformis is een springstaartensoort uit de familie van de Hypogastruridae. De wetenschappelijke naam van de soort is voor het eerst geldig gepubliceerd in 1929 door Stach.